# Okhotigone
Okhotigone sounkyoensis és una espècie d'aranya araneomorfa de la subfamília Erigoninae, dins de la família Linyphiidae. És l'únic membre del gènere monotípic Okhotigone.
Es pot trobar a l'óblast de Magadan a Rússia, a Hokkaidō al Japó i a les muntanyes de Paektu a Xina.
Es va descriure originalment (és sinònim) com a Walckenaeria sounkyoensis (1986), però es va traslladar al nou gènere Okhotigone l'any 1993.